# 布拉姆舍
布拉姆舍（德語：Bramsche，發音：[ˈbʁamʃə]）是德国下萨克森州奥斯纳布吕克县的城市，面积183.39平方千米，2023年12月31日人口为31,801人。

## 友好城市
布拉姆舍共与四座城市结为友好城市关系：
- 英国 托德莫登（1978年）
- 法國 阿夫勒尔（1979年）
- 以色列 赖阿南纳（1979年）
- 波蘭 比斯库佩茨市镇（英语：Gmina Biskupiec, Olsztyn County）（2006年）